# 최주성
최주성(崔周星, 일본식 이름: 大山博正, 1910년 2월 8일 ~ ?)은 일제강점기의 기업인 겸 함경남도 지역 유지로, 함경남도 함흥군 흥남읍 출신이다.

## 생애
1927년 함흥공립상업학교를 졸업했으며, 1930년부터 함경남도 흥남에 있는 외항인 서호진(西湖津)에서 한동안 무역상에 종사했다. 1935년 4월 함경승입(咸鏡繩叺)주식회사 감사역, 1935년 11월 함경남도 흥남상공회 부회장을 역임했으며, 1937년 4월 합명회사태성상사(泰盛商事) 사장을 역임했다.
1939년 1월 15일 함경남도 흥남상공회 의원, 1939년 5월 21일 함경남도 흥남읍 읍회의원으로 각각 선출되었으며, 1939년 10월 31일 흥남상사창고주식회사 이사, 1939년 12월 30일 태성상사주식회사 사장을 겸임했다. 1940년 2월 16일 태성제유(泰盛製油)유한회사 사장, 1940년 4월 22일 태성주조(泰盛酒造)주식회사 사장, 1940년 6월 11일 함남수산(咸南水産)주식회사 이사를 차례로 역임했으며, 1941년 2월 10일 함경남도 흥남군 내호공립심상소학교 교사 신축비로 5,000원을 기부했다.
1941년 12월 8일 태평양 전쟁 당시 일본의 진주만 공격을 기념하기 위한 차원에서 함경남도 흥남경찰서에 애국기 1대 구입 자금을 헌납했다. 이러한 경력으로 인해 친일파 708인 명단의 군수산업 관련자 부문, 민족문제연구소의 친일인명사전 수록자 명단의 지역유력자 부문에 포함되었다.
1942년 함남수산주식회사 이사를 역임했으며, 1942년 5월 29일 함경남도양곡(咸鏡南道糧穀)주식회사 이사를 역임했다.

## 참고자료
- 민족문제연구소 (2009). 〈최주성〉. 《친일인명사전 3 (ㅇ ~ ㅎ)》. 서울. 780 ~ 781쪽.